# Jason Missiaen
Jason Missiaen (ur. 25 maja 1990 w Chatham-Kent, Ontario) – kanadyjski hokeista.

## Kariera
- Dresden Jr. Kings (2004-2006)
- Petrolia Jets (2006)
- Peterborough Petes (2006-2010)
- Baie-Comeau Drakkar (2010-2011)
- Connecticut Whale (2011-2013)
- Greenville Road Warriors (2011-2015)
- Hartford Wolf Pack (2013-2015)
- STS Sanok (2015-2016)
- Chamonix-Morzine Hockey Club (2016-2017)

Od 2004 do 2006 występował w kanadyjskich ligach juniorskich Great Lakes Junior C Hockey League (GLJCHL) i Western Ontario Hockey League (WOHL). Od 2006 do 2011 grał w rozgrywkach CHL: w tym pierwszy cztery lata w lidze OHL w barwach Peterborough Petes oraz rok w lidze QMJHL w barwach Baie-Comeau Drakkar. W międzyczasie, w drafcie NHL z 2008 został wybrany przez Montreal Canadiens. W kolejnych latach od 2011 do 2015 grał w drużynach amerykańskich lig ECHL i AHL. W fazie play-off sezonu NHL (2013/2014) był w szerokim składzie klubu New York Rangers, a w edycji NHL (2013/2014) bywał w składzie meczowym tej drużyny jako zastępca Henrika Lundqvista, jednak nie zadebiutował w lidze NHL. Od października 2015 zawodnik klubu STS Sanok w rozgrywkach Polskiej Hokej Ligi. Od lipca 2016 zawodnik francuskiego klubu Chamonix-Morzine Hockey Club w rozgrywkach Ligue Magnus.

## Osiągnięcia
Klubowe
- Finał konferencji ECHL: 2014 z Greenville Road Warriors

Indywidualne
- Sezon ECHL 2014/2015: najlepszy bramkarz miesiąca: grudzień 2014